# Гутьеррес-Самора
Гутьеррес-Самора (исп. Gutiérrez Zamora) — город и административный центр одноимённого муниципалитета в мексиканском штате Веракрус. Численность населения, по данным переписи 2010 года, составила 13 651 человек.

## История
Город основан в 1877 году. Назван в честь Мануэля Гутьерреса-Саморы, уроженца порта Веракрус, который служил губернатором штата в середине XIX века.